# Ryan Eggold

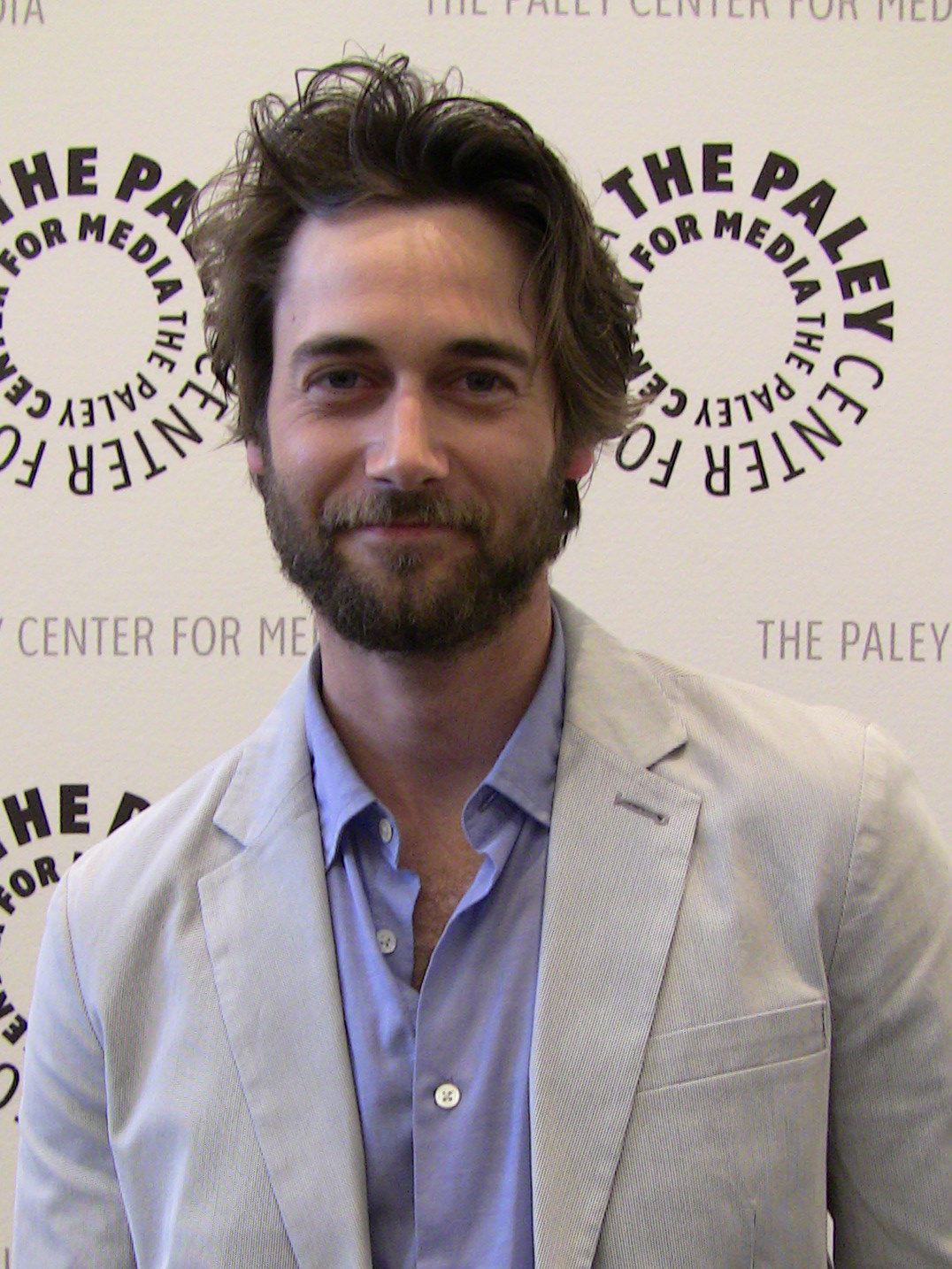
Ryan Eggold (2009)

Ryan James Eggold (* 10. August 1984 in Long Beach, Kalifornien) ist ein US-amerikanischer Schauspieler. Er wurde ab 2008 durch seine Rolle als Ryan Matthews in der Fernsehserie 90210 bekannt.

## Leben
Eggold wurde im Süden Kaliforniens geboren. Er besuchte die Santa Margarita Catholic High School und studierte 2005 an der University of Southern California Schauspiel.
Seine Schauspielkarriere begann er 2006 in einer Folge der Serie Related. Es folgten Auftritte in Brothers & Sisters, Veronica Mars, Familienstreit de Luxe und Entourage, bevor er ab 2008 den Ryan Matthews in der The-CW-Serie 90210 verkörperte. In dieser Rolle war er drei Staffeln lang bis 2011 zu sehen. 2009 hatte er eine Gastrolle in Taras Welten. 2012 spielte er die Hauptrolle des Adam Hunt in Mark Edwin Robinsons Drama-Romantik-Thriller I Will Follow You into the Dark. Von 2013 bis 2018 stellte er Tom Keen in der US-Fernsehserie The Blacklist und 2017 in dessen Spin-off The Blacklist: Redemption dar. Ab 2018 spielte er eine Hauptrolle in der NBC-Serie New Amsterdam, in fünf Staffeln bis Januar 2023.

## Filmografie (Auswahl)
Als Schauspieler
- 2006: Related (Fernsehserie, Folge 1x17)
- 2006: Brothers & Sisters (Fernsehserie, Folge 1x04)
- 2006: Veronica Mars (Fernsehserie, Folge 3x04)
- 2006: Familienstreit de Luxe (The War at Home, Fernsehserie, Folge 2x08)
- 2007: Schatten der Leidenschaft (The Young and the Restless, Fernsehserie, 3 Folgen)
- 2007–2008: Entourage (Fernsehserie, 3 Folgen)
- 2008–2011: 90210 (Fernsehserie, 66 Folgen)
- 2009: Taras Welten (United States of Tara, Fernsehserie, Folge 1x09)
- 2012: I Will Follow You Into the Dark
- 2013: Beside Still Waters
- 2013: Lucky Them – Auf der Suche nach Matthew Smith (Lucky Them)
- 2013–2018: The Blacklist (Fernsehserie, 89 Folgen)
- 2015: Väter und Töchter – Ein ganzes Leben
- 2017: The Blacklist: Redemption (Fernsehserie, 9 Folgen)
- 2018: BlacKkKlansman
- 2018–2023: New Amsterdam (Fernsehserie)
- 2020: Niemals Selten Manchmal Immer (Never Rarely Sometimes Always)
- 2022: A Jazzman’s Blues
- 2024: Alex Cross (Fernsehserie)

Als Filmschaffender
- 2011: Sironia (Musik)
- 2012: Skyler (Musik)
- 2019: Die Hochzeit meiner Ex (Literally, Right Before Aaron, Regie, Drehbuch, Produktion, Musik, Schnitt)